# Madagaskar op de Olympische Zomerspelen 1980
Tijdens de Olympische Zomerspelen van 1980 die in Moskou werden gehouden nam Madagaskar voor de 4e maal deel.

## Deelnemers

### Atletiek
| Olympiër               | Discipline   | Resultaat | Prestatie                |
| ---------------------- | ------------ | --------- | ------------------------ |
| Tisbite Rakotoarisoa   | 800m (m)     | 27e       | serie 3: 6de in 1.50,5   |
| Tisbite Rakotoarisoa   | 1500m (m)    | 33e       | serie 3: 9de in 3.55,9   |
| Jules Randrianari      | 10000m (m)   | 31e       | serie 2: 11de in 31.18.4 |
| Jules Randrianari      | marathon (m) | 25e       | 2:19.23                  |
|                        |              |           |                          |
| Albertine Rahéliarisoa | 800m (v)     | 23e       | serie 2: 6de in 2.11,7   |
| Albertine Rahéliarisoa | 1500m (v)    | 22e       | serie 1: 2de in 4.30,8   |

### Boksen
| Olympiër             | Discipline | Resultaat | Prestatie                                                                     |
| -------------------- | ---------- | --------- | ----------------------------------------------------------------------------- |
| Anicet Sambo         | -57kg (m)  | 17e       | 1ste ronde: V van BEN Adoukonu                                                |
| Sylvain Rajefiarison | -60kg (m)  | 17e       | 1ste ronde: V van DEN Garnell: 0-5                                            |
| Paul Rasamimanana    | -67kg (m)  | 9e        | 1ste ronde: W van HUN Csjef: knock-out 2de ronde: V van UGA Mugabi: knock-out |

### Judo
| Olympiër              | Discipline | Resultaat | Prestatie                                                      |
| --------------------- | ---------- | --------- | -------------------------------------------------------------- |
| Mamodaly Ashikhoussen | -60kg (m)  | 19e       | 1ste ronde: V van CYP Spyrou                                   |
| Sylvain Rabary        | -65kg (m)  | 13e       | 1ste ronde: W van CYP Konstantinou 2de ronde: V van GBR Neenan |

### Zwemmen
| Olympiër                 | Discipline           | Resultaat | Prestatie                |
| ------------------------ | -------------------- | --------- | ------------------------ |
| Zoe Andrianifaha         | 100m vrije slag (m)  | 38e       | serie 3: 8ste in 1.04,92 |
| Zoe Andrianifaha         | 100m schoolslag (m)  | 24e       | serie 1: 6de in 1.21,42  |
| Zoe Andrianifaha         | 100m vlinderslag (m) | 34e       | serie 2: 7de in 1.14,72  |
|                          |                      |           |                          |
| Bako Ratsifandrihamanana | 100m vrije slag (v)  | 25e       | serie 4: 6de in 1.07,21  |
| Nicole Rajoharison       | 100m schoolslag (v)  | 24e       | serie 2: 6de in 1.24,83  |
| Nicole Rajoharison       | 200m schoolslag (v)  | 25e       | serie 1: 6de in 3.12,40  |
| Bako Ratsifandrihamanana | 100m vlinderslag (v) | 23e       | serie 1: 6de in 1.09,43  |

Afghanistan · Algerije · Andorra · Angola · Australië · België · Benin · Birma · Botswana · Brazilië · Bulgarije · Colombia · Congo-Brazzaville · Costa Rica · Cuba · Cyprus · Denemarken · Dominicaanse Republiek · Duitse Democratische Republiek · Ecuador · Ethiopië · Finland · Frankrijk · Griekenland · Groot-Brittannië · Guatemala · Guinee · Guyana · Hongarije · Ierland · IJsland · India · Irak · Italië · Jamaica · Joegoslavië · Jordanië · Kameroen · Koeweit · Laos · Lesotho · Libanon · Liberia · Libië · Luxemburg · Madagaskar · Mali · Malta · Mexico · Mongolië · Mozambique · Nederland · Nepal · Nicaragua · Nieuw-Zeeland · Nigeria · Noord-Korea · Oeganda · Oostenrijk · Peru · Polen · Portugal · Puerto Rico · Roemenië · San Marino · Senegal · Seychellen · Sierra Leone · Sovjet-Unie · Spanje · Sri Lanka · Syrië · Tanzania · Trinidad en Tobago · Tsjecho-Slowakije · Venezuela · Vietnam · Zambia · Zimbabwe · Zweden · Zwitserland